# Xicheng

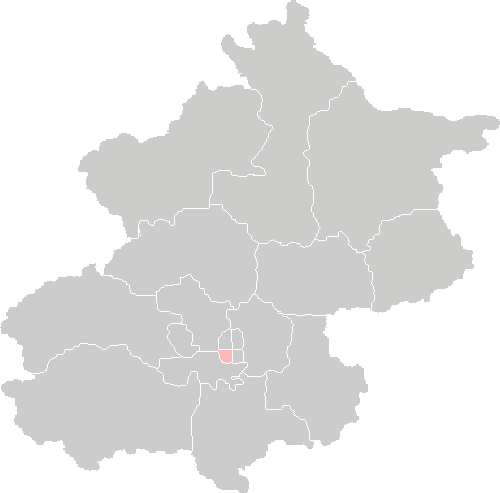
Lage des ehemaligen Stadtbezirks Xuanwu in Peking (bis 1. Juli 2010), der nun Teil Xichengs geworden ist

Xicheng (chinesisch 西城區 / 西城区, Pinyin Xīchéng qū, übersetzt "westlicher Stadtteil") ist ein Stadtbezirk der chinesischen Hauptstadt Peking.
Vor der Integration des ehemaligen Stadtbezirks Xuanwu in Xicheng am 1. Juli 2010, war er der größte der ehemals vier Stadtbezirke, die den historischen Altstadtkern bildeten. Xicheng hat heute eine Fläche von 50,47 km² und 1.106.214 Einwohner (Stand: Zensus 2020). Bei Volkszählungen wurden 1990 in Xicheng 1.312.690 Einwohner gezählt, 1.232.823 im Jahr 2000, und 1.243.315 im Jahr 2010.

## Sehenswürdigkeiten

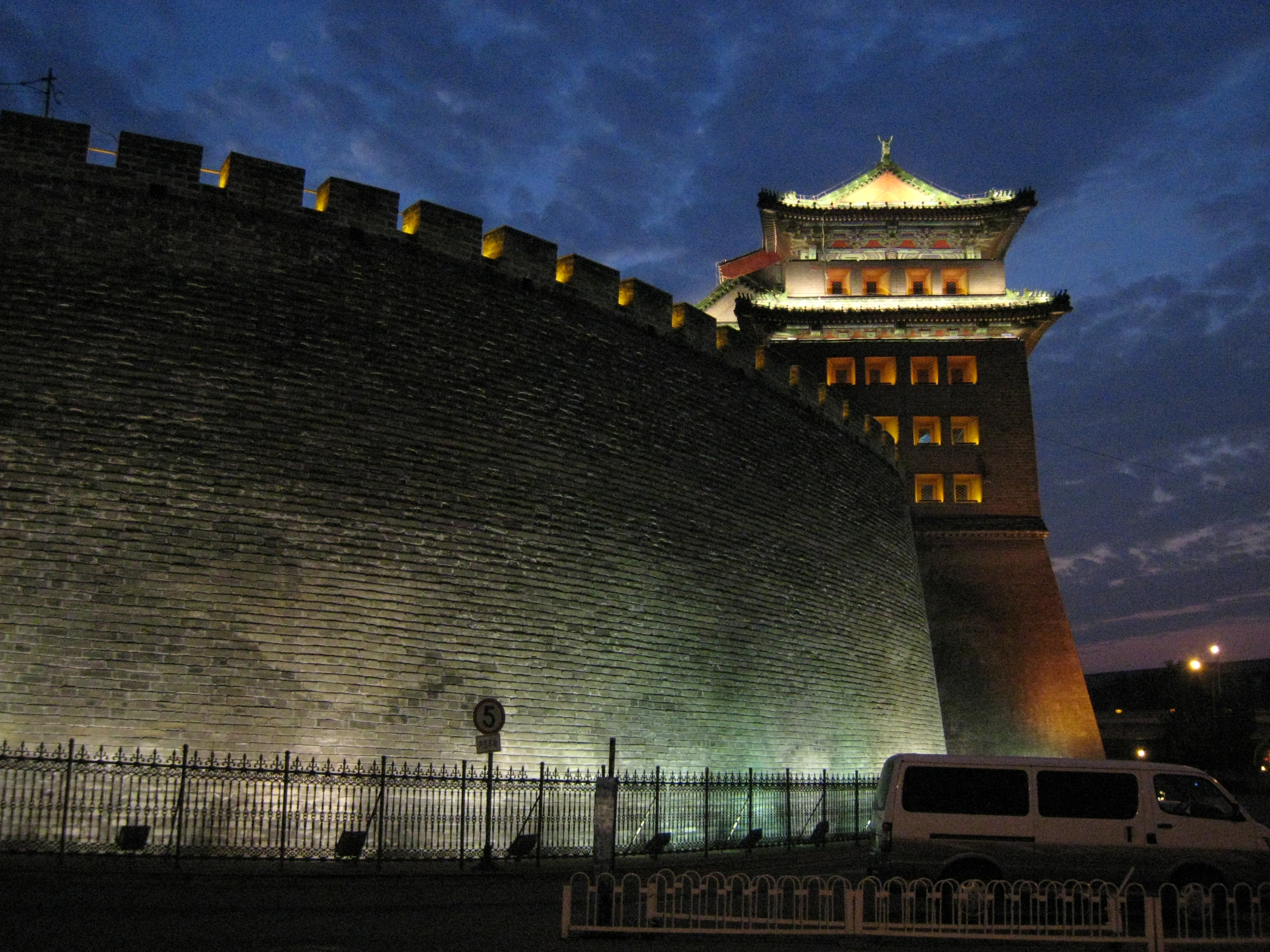
Deshengmen, altes Stadttor von Peking

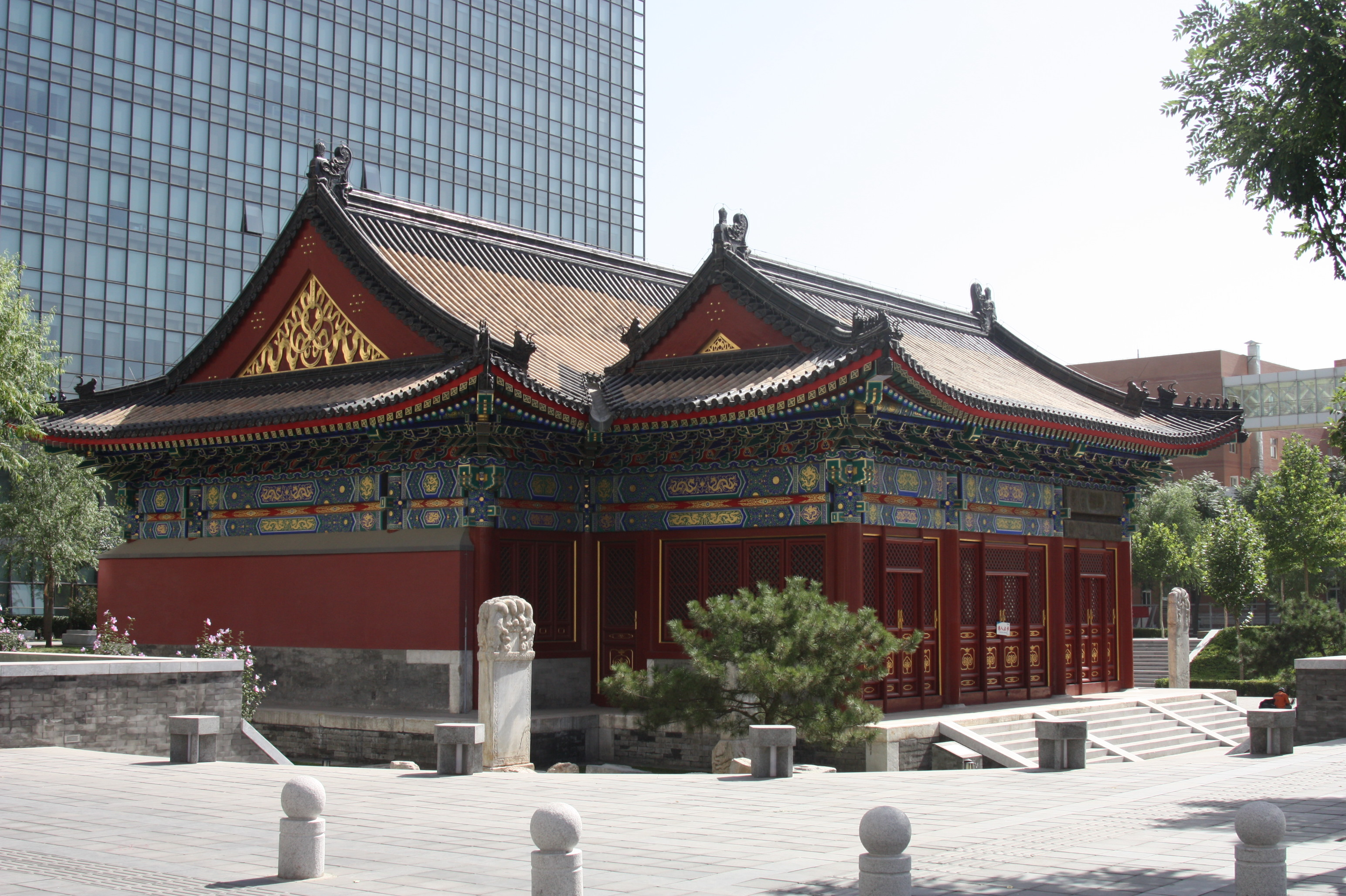
Tempel in Xicheng

- Nationales Zentrum für Darstellende Künste
- das Einkaufsviertel Xidan
- die Finanzstraße Jinrongjie
- das Viertel um den See Houhai
- Nordmeer-Park: einer der typisch chinesischen Gärten
- Kathedrale der Unbefleckten Empfängnis: auch Nantang genannt, die älteste katholische Kirche Pekings
- Pagode des Pekinger Tianning-Tempels